# Fire of Unknown Origin
Albums de Blue Öyster Cult
Cultösaurus Erectus
(1980) Extraterrestrial Live
(1982)
Singles
1. Burnin' for You
Sortie : juillet 1981

Fire of Unknown Origin est le huitième album studio du groupe de hard rock américain Blue Öyster Cult. Il est sorti le 22 juin 1981 sur le label Columbia et est produit par Martin Birch.

## Historique
Cet album fut enregistré à New York (Kingdome Sound Dtudios) et à San Fransisco (The Automatt) pendant le printemps 1981. Il inclut notamment le single Burnin' for You, qui se classe à la 40e place du Billboard Hot 100 et qui est certifié double disque de platine aux États-Unis. Veterans of the Psychic Wars, chanson d' Eric Bloom coécrite avec l'écrivain de science-fiction Michael Moorcock, apparaît dans le film d'animation Métal hurlant. La chanson Don't Turn Your Back est la dernière contribution d'Allen Lanier à l'écriture pour le groupe. Il est a noter que Donald Roeser joue toutes les parties de guitare sur l'album.
L'album se classa à la 24e place du Billboard 200 américain et sera certifié disque d'or aux États-Unis et au Canada.
Lors de la tournée de promotion de l'album, le batteur Albert Bouchard a un désaccord avec les autres membres du groupe et quitte le groupe, il est remplacé au pied-levé par Rick Downey qui était le technicien batterie pour Bouchard et qui s'occupait à ce moment-là de l'éclairage pour le groupe.

## Liste des titres
| 1. | Fire of Unknown Origin            | Joe Bouchard, Albert Bouchard, Eric Bloom, Donald Roeser, Patti Smith | Bloom  | 4:09 |
| 2. | Burnin' for You                   | Roeser, Richard Meltzer                                               | Roeser | 4:29 |
| 3. | Veteran of the Psychic Wars       | Bloom, Michael Moorcock                                               | Bloom  | 4:48 |
| 4. | Sole Survivor                     | Bloom, John Trivers, Liz Myers                                        | Bloom  | 4:04 |
| 5. | Heavy Metal: The Black and Silver | Albert Bouchard, Bloom, Sandy Pearlman                                | Bloom  | 3:16 |

| 6. | Vengeance (The Pact) | Albert & Joe Bouchard                   | Joe Bouchard | 4:41 |
| 7. | After Dark           | Bloom, Trivers, Myers                   | Bloom        | 4:25 |
| 8. | Joan Crawford        | Albert Bouchard, David Roter, Jack Rigg | Bloom        | 4:55 |
| 9. | Don't Turn Your Back | Albert Bouchard, Allen Lanier, Roeser   | Roeser       | 4:07 |

## Musiciens

### Blue Öyster Cult
- Eric Bloom : chant (1, 3, 4, 5, 7, 8), basse (5)
- Buck Dharma : guitare, chant (2, 6, 9), basse (6), percussions (3), effets sonores (8)
- Allen Lanier : claviers
- Joe Bouchard : basse, chant (6)
- Albert Bouchard : batterie, synthétiseur, voix

### Musiciens supplémentaires
- Karla DeVito : chœurs (4)
- Sandy Jean : chœurs (9)
- Bill Civitella, Tony Cedrone : percussions (3)
- Jesse Levy : cordes (3, 8)

## Charts & certifications

### Album
Charts
| Pays                          | Durée du classement | Meilleur classement | Date              |
| ----------------------------- | ------------------- | ------------------- | ----------------- |
| Canada (RPM)                  | 14 semaines         | 21e                 | 12 septembre 1981 |
| États-Unis (Billboard 200)    | 31 semaines         | 24e                 | 19 septembre 1981 |
| Royaume-Uni (UK Albums Chart) | 7 semaines          | 29e                 | 2 août 1981       |

Certifications
| Pays              | Certification | Ventes    | Date             |
| ----------------- | ------------- | --------- | ---------------- |
| Canada (MC)       | Or            | 50 000 +  | 1er avril 1982   |
| États-Unis (RIAA) | Or            | 500 000 + | 19 novembre 1982 |

### Single
| Single          | Chart                    | Durée du classement | Position | Date            | Certification |
| --------------- | ------------------------ | ------------------- | -------- | --------------- | ------------- |
| Burnin' for You | (Hot 100)                | 14 semaines         | 40e      | 3 octobre 1981  | 2 × Platine   |
| Burnin' for You | (Mainstream Rock Tracks) | 23 semaines         | 1er      | 22 août 1981    | 2 × Platine   |
| Burnin' for You | (RPM Top Singles)        | 3 semaines          | 47e      | 17 octobre 1981 | 2 × Platine   |